# Seznam dílů seriálu Detektiv Endeavour Morse
Toto je seznam dílů seriálu Detektiv Endeavour Morse. Brtiský detektivní televizní seriál Detektiv Endeavour Morse měl premiéru na stanici ITV.

## Přehled řad
| Řada    | Díly    | Premiéra ve VB  | Premiéra ve VB  | Premiéra v ČR (Epic Drama) | Premiéra v ČR (Epic Drama) | Premiéra v ČR (ČT) | Premiéra v ČR (ČT) |
| Řada    | Díly    | První díl       | Poslední díl    | První díl                  | Poslední díl               | První díl          | Poslední díl       |
| ------- | ------- | --------------- | --------------- | -------------------------- | -------------------------- | ------------------ | ------------------ |
| TV film | TV film | 2. ledna 2012   | 2. ledna 2012   | 14. prosince 2017          | 14. prosince 2017          | 1. února 2020      | 1. února 2020      |
| 1       | 4       | 14. dubna 2013  | 5. května 2013  | 15. prosince 2017          | 22. prosince 2017          | 8. února 2020      | 7. března 2020     |
| 2       | 4       | 30. března 2014 | 20. dubna 2014  | 11. ledna 2018             | 16. ledna 2018             | 14. března 2020    | 4. dubna 2020      |
| 3       | 4       | 3. ledna 2016   | 24. ledna 2016  | 11. srpna 2018             | 2. září 2018               | 18. dubna 2020     | 9. května 2020     |
| 4       | 4       | 8. ledna 2017   | 29. ledna 2017  | 8. září 2018               | 29. září 2018              | 16. května 2020    | 6. června 2020     |
| 5       | 6       | 4. února 2018   | 11. března 2018 | 11. ledna 2019             | 15. února 2019             | 13. června 2020    | 1. srpna 2020      |
| 6       | 4       | 10. února 2019  | 3. března 2018  | 24. října 2019             | 31. října 2019             | 8. srpna 2020      | 29. srpna 2020     |
| 7       | 3       | 9. února 2020   | 23. února 2020  | 22. října 2020             | 24. října 2020             | 5. ledna 2023      | 19. ledna 2023     |
| 8       | 3       | 12. září 2021   | 26. září 2021   | 7. února 2022              | 21. února 2022             | 2. února 2023      | 16. února 2023     |
| 9       | 3       | 26. února 2023  | 12. března 2023 | 3. dubna 2023              | 17. dubna 2023             | 26. ledna 2024     | 9. února 2024      |

## Seznam dílů

### Televizní film (2012)
| Č. v seriálu | Č. v řadě | Původní název | Český název              | Režie         | Scénář        | Premiéra ve VB | Premiéra v ČR (Epic Drama) | Premiéra v ČR (ČT1) |
| ------------ | --------- | ------------- | ------------------------ | ------------- | ------------- | -------------- | -------------------------- | ------------------- |
| 1            | 1         | Endeavour     | Detektiv Endeavour Morse | Colm McCarthy | Russell Lewis | 2. ledna 2012  | 14. prosince 2017          | 1. února 2020       |

### První řada (2013)
| Č. v seriálu | Č. v řadě | Původní název | Český název        | Režie          | Scénář        | Premiéra ve VB | Premiéra v ČR (Epic Drama) | Premiéra v ČR (ČT1) |
| ------------ | --------- | ------------- | ------------------ | -------------- | ------------- | -------------- | -------------------------- | ------------------- |
| 2            | 1         | Girl          | Dívka              | Ed Bazalgette  | Russell Lewis | 14. dubna 2013 | 15. prosince 2017          | 8. února 2020       |
| 3            | 2         | Fugue         | Milovník opery     | Tom Vaughan    | Russell Lewis | 21. dubna 2013 | 20. prosince 2017          | 22. února 2020      |
| 4            | 3         | Rocket        | Královská návštěva | Craig Viveiros | Russell Lewis | 28. dubna 2013 | 21. prosince 2017          | 29. února 2020      |
| 5            | 4         | Home          | Domov              | Colm McCarthy  | Russell Lewis | 5. května 2013 | 22. prosince 2018          | 7. března 2020      |

### Druhá řada (2014)
| Č. v seriálu | Č. v řadě | Původní název | Český název    | Režie              | Scénář        | Premiéra ve VB  | Premiéra v ČR (Epic Drama) | Premiéra v ČR (ČT1) |
| ------------ | --------- | ------------- | -------------- | ------------------ | ------------- | --------------- | -------------------------- | ------------------- |
| 6            | 1         | Trove         | Návrat         | Kristoffer Nyholm  | Russell Lewis | 30. března 2014 | 11. ledna 2018             | 14. března 2020     |
| 7            | 2         | Nocturne      | Vražda v muzeu | Giuseppe Capotondi | Russell Lewis | 6. dubna 2014   | 12. ledna 2018             | 21. března 2020     |
| 8            | 3         | Sway          | Dávné hříchy   | Andy Wilson        | Russell Lewis | 13. dubna 2014  | 15. ledna 2018             | 28. března 2020     |
| 9            | 4         | Neverland     | Proti všem     | Geoffrey Sax       | Russell Lewis | 20. dubna 2014  | 16. ledna 2018             | 4. dubna 2020       |

### Třetí řada (2016)
| Č. v seriálu | Č. v řadě | Původní název | Český název          | Režie             | Scénář        | Premiéra ve VB | Premiéra v ČR (Epic Drama) | Premiéra v ČR (ČT1) |
| ------------ | --------- | ------------- | -------------------- | ----------------- | ------------- | -------------- | -------------------------- | ------------------- |
| 10           | 1         | Ride          | Muž, který tam nebyl | Sandra Goldbacher | Russell Lewis | 3. ledna 2016  | 11. srpna 2018             | 18. dubna 2020      |
| 11           | 2         | Arcadia       | Dům krásy            | Bryn Higgins      | Russell Lewis | 10. dubna 2016 | 18. srpna 2018             | 25. dubna 2020      |
| 12           | 3         | Prey          | Kořist               | Lawrence Gough    | Russell Lewis | 17. dubna 2016 | 25. srpna 2018             | 2. května 2020      |
| 13           | 4         | Coda          | Finále               | Oliver Blackburn  | Russell Lewis | 24. ledna 2016 | 2. září 2018               | 9. května 2020      |

### Čtvrtá řada (2017)
| Č. v seriálu | Č. v řadě | Původní název | Český název    | Režie             | Scénář        | Premiéra ve VB | Premiéra v ČR (Epic Drama) | Premiéra v ČR (ČT1) |
| ------------ | --------- | ------------- | -------------- | ----------------- | ------------- | -------------- | -------------------------- | ------------------- |
| 14           | 1         | Game          | Šachová partie | Ashley Pearce     | Russell Lewis | 8. ledna 2017  | 8. září 2018               | 16. května 2020     |
| 15           | 2         | Canticle      | Chvalozpěv     | Michael Lennox    | Russell Lewis | 15. ledna 2017 | 15. září 2018              | 23. května 2020     |
| 16           | 3         | Lazaretto     | Zmizelý        | Börkur Sigþórsson | Russell Lewis | 22. ledna 2017 | 22. září 2018              | 30. května 2020     |
| 17           | 4         | Harvest       | Sklizeň        | Jim Loach         | Russell Lewis | 29. ledna 2017 | 29. září 2018              | 6. června 2020      |

### Pátá řada (2018)
| Č. v seriálu | Č. v řadě | Původní název | Český název | Režie           | Scénář        | Premiéra ve VB  | Premiéra v ČR (Epic Drama) | Premiéra v ČR (ČT1) |
| ------------ | --------- | ------------- | ----------- | --------------- | ------------- | --------------- | -------------------------- | ------------------- |
| 18           | 1         | Muse          | Múza        | Brady Hood      | Russell Lewis | 4. února 2018   | 11. ledna 2019             | 13. června 2020     |
| 19           | 2         | Cartouche     | Kartuš      | Andy Wilson     | Russell Lewis | 11. února 2018  | 18. ledna 2019             | 27. června 2020     |
| 20           | 3         | Passenger     | Cestující   | Jim Field Smith | Russell Lewis | 18. února 2018  | 25. ledna 2019             | 4. července 2020    |
| 21           | 4         | Colours       | Barvy       | Robert Quinn    | Russell Lewis | 25. února 2018  | 1. února 2019              | 11. července 2020   |
| 22           | 5         | Quartet       | Kvartet     | Geoffrey Sax    | Russell Lewis | 4. března 2018  | 8. února 2019              | 25. července 2020   |
| 23           | 6         | Icarus        | Ikarus      | Gordon Anderson | Russell Lewis | 11. března 2018 | 15. února 2019             | 1. srpna 2020       |

### Šestá řada (2019)
| Č. v seriálu | Č. v řadě | Původní název | Český název          | Režie           | Scénář        | Premiéra ve VB | Premiéra v ČR (Epic Drama) | Premiéra v ČR (ČT1) |
| ------------ | --------- | ------------- | -------------------- | --------------- | ------------- | -------------- | -------------------------- | ------------------- |
| 24           | 1         | Pylon         | Pohřešované školačky | Johnny Kenton   | Russell Lewis | 10. února 2019 | 24. října 2019             | 8. srpna 2020       |
| 25           | 2         | Apollo        | Autonehoda           | Shaun Evans     | Russell Lewis | 17. února 2019 | 24. října 2019             | 16. srpna 2020      |
| 26           | 3         | Confection    | Nevěra               | Leanne Welham   | Russell Lewis | 24. února 2019 | 25. října 2019             | 23. srpna 2020      |
| 27           | 4         | Degüello      | Domov v oblacích     | Jamie Donoughue | Russell Lewis | 3. března 2019 | 31. října 2019             | 29. srpna 2020      |

### Sedmá řada (2020)
| Č. v seriálu | Č. v řadě | Původní název | Český název     | Režie       | Scénář        | Premiéra ve VB | Premiéra v ČR (Epic Drama) | Premiéra v ČR (ČT1) |
| ------------ | --------- | ------------- | --------------- | ----------- | ------------- | -------------- | -------------------------- | ------------------- |
| 28           | 1         | Oracle        | Orákulum        | Shaun Evans | Russell Lewis | 9. února 2020  | 22. října 2020             | 5. ledna 2023       |
| 29           | 2         | Raga          | Bratři          | Zam Salim   | Russell Lewis | 16. února 2020 | 23. října 2020             | 12. ledna 2023      |
| 30           | 3         | Zenana        | Liška v kurníku | Kate Saxon  | Russell Lewis | 23. února 2020 | 24. října 2020             | 19. ledna 2023      |

### Osmá řada (2021)
| Č. v seriálu | Č. v řadě | Původní název | Český název | Režie       | Scénář        | Premiéra ve VB | Premiéra v ČR (Epic Drama) | Premiéra v ČR (ČT1) |
| ------------ | --------- | ------------- | ----------- | ----------- | ------------- | -------------- | -------------------------- | ------------------- |
| 31           | 1         | Striker       | Útočník     | Shaun Evans | Russell Lewis | 12. září 2021  | 7. února 2022              | 2. února 2023       |
| 32           | 2         | Scherzo       | Hodiny      | Ian Aryeh   | Russell Lewis | 19. září 2021  | 14. února 2022             | 9. února 2023       |
| 33           | 3         | Terminus      | Konečná     | Kate Saxon  | Russell Lewis | 26. září 2021  | 21. února 2022             | 16. února 2023      |

### Devátá řada (2023)
| Č. v seriálu | Č. v řadě | Původní název | Český název     | Režie         | Scénář        | Premiéra ve VB  | Premiéra v ČR (Epic Drama) | Premiéra v ČR (ČT1) |
| ------------ | --------- | ------------- | --------------- | ------------- | ------------- | --------------- | -------------------------- | ------------------- |
| 34           | 1         | Prelude       | Předehra        | Shaun Evans   | Russell Lewis | 26. února 2023  | 3. dubna 2023              | 26. ledna 2024      |
| 35           | 2         | Uniform       | Uniforma        | Nirpal Bhogal | Russell Lewis | 5. března 2023  | 10. dubna 2023             | 2. února 2024       |
| 36           | 3         | Exeunt        | Všichni odejdou | Kate Saxon    | Russell Lewis | 12. března 2023 | 17. dubna 2023             | 9. února 2024       |